# Armia Potomaku
Armia Potomaku (ang. Army of the Potomac) – główna armia Unii na wschodnim wybrzeżu Stanów Zjednoczonych podczas wojny secesyjnej, operująca przez całą wojnę od 1861 do 1865.
Jej nazwa pochodzi od rzeki Potomak.

## Dowódcy
Dowódcy Armii Potomaku:
- od 26 lipca 1861 do 9 listopada 1862 generał major George B. McClellan
- od 9 listopada 1862 do 26 stycznia 1863 generał major Ambrose E. Burnside
- od 26 stycznia 1863 do 28 czerwca 1863 generał major Joseph Hooker
- od 28 czerwca 1863 do 28 czerwca 1865 generał major George G. Meade

## Główne bitwy w których brała udział
- I bitwa nad Bull Run
- Kampania półwyspowa
- II bitwa nad Bull Run
- Kampania Maryland
- I bitwa pod Fredericksburgiem
- Bitwa pod Chancellorsville
- Bitwa pod Gettysburgiem
- Kampania Lądowa
- Oblężenie Petersburga